# Shūhei Fujisawa
Shūhei Fujisawa (jap. 藤沢 周平, Fujisawa Shūhei; * 26. November 1927 in der Präfektur Yamagata; † 26. Januar 1997) war ein japanischer Schriftsteller. Sein bürgerlicher Name ist Tomeji Kosuge (小菅 留治, Kosuge Tomeji).

## Leben
Nachdem er als Lehrer gearbeitet hatte, zog er nach Tokio und wurde dort Zeitungsredakteur. 1971 gewann er mit seiner Kurzgeschichte Kurai Umi (溟い海) den All Yomiuri Shinjin-shō, eine Auszeichnung für literarischen Nachwuchs. Seine Arbeit als Redakteur gab er allerdings erst auf, als er für die Samurai-Kurzgeschichte Ansatsu no Nenrin (暗殺の年輪) den renommierten Naoki-Preis gewann. In der folgenden Zeit, in der er erstmals hauptberuflich als Schriftsteller tätig war, konzentrierte er sein literarisches Schaffen weiterhin auf historische Erzählungen und Romane um Samurai. Er publizierte 50 Bücher, viele davon Bestseller, die sich in Japan über 23 Millionen Mal verkauften. Fujisawa wurde mit mehreren weiteren Auszeichnungen bedacht, so etwa 1994 mit dem Asahi-Preis.
Es entstanden mehrere Verfilmungen seiner Werke für Fernsehen und Kino, am bekanntesten davon ist Samurai der Dämmerung (2002). Dieser auf drei Kurzgeschichten Fujisawas basierende Film, der unter der Regie von Yōji Yamada realisiert wurde, gewann dreizehn Japanese Academy Awards und war für den Oscar nominiert. Yamada drehte zwei weitere Filme nach Fujisawa: The Hidden Blade (2004) und Love and Honor – Bushi no ichibun (2006). 2019 entstand unter der Regie von Shigemichi Sugita eine in 8K-Technik realisierte Adaption von Kikyo (internationaler Titel: The Return), welche ihre Weltpremiere auf der Fernsehmesse MIPCOM des gleichen Jahres erlebte.